# Ameca splendens
Ameca splendens је зракоперка из реда Cyprinodontiformes и фамилије Goodeidae. 

## Угроженост
Ова врста је скоро изумрла, и нису познати слободни живи примерци.

## Распрострањење
Ареал врсте је ограничен на једну државу. 
Мексико је једино познато природно станиште врсте.

## Станиште
Станиште врсте су слатководна подручја. 